# T24 (газета)
T24 — турецька онлайн-газета.

## Історія
T24 була запущена 1 вересня 2009 року. Початковий штат T24 складався з колишніх працівників Tempo24.
29 грудня 2012 року T24 запустила свій YouTube-канал і завантажила перше відео 12 квітня 2013 року. У 2013 році до T24 приєднався письменник і оглядач Хасан Джемал. У вересні 2013 року T24 оголосила про запуск «T24 Okur Fonu» — їхнього краудфандингового проєкту, який мав на меті залучення коштів від читачів. У вересні 2013 року під керівництвом Хасана Джемала, Догана Акіна, Явуз Байдар, Ясемін Чонгар, Ендрю Фінкеля, Хазал Озваріш і Мурата Сабунджу співробітники T24 заснували Punto24, самопроголошену «незалежну журналістську платформу».
14 січня 2015 року T24 опублікувала повний випуск Charlie Hebdo, який містив карикатури на Пророка Мухаммеда, після стрілянини в редакції Charlie Hebdo 2015 року. У лютому 2015 року T24 запустила ініціативу з онлайн-літературної критики Kitap Kültür Kritik 24 (K24). З 30 жовтня по 13 листопада 2015 року Назли Ілиджак публікувала свої колонки як «гостьовий оглядач» у T24.
У березні 2016 року до T24 приєднався оглядач і літературний критик Мурат Белге.
Після уходу з Doğan Media Group у вересні 2018 року Мехмет Я. Їлмаз приєднався до T24. 19 жовтня 2018 року T24 оголосила про прихід Їлмаза. 23 жовтня 2018 року, після розірвання контракту з CNN Türk, до T24 приєдналася Ширін Пайзин. 25 листопада 2018 року була представлена нова періодична рубрика «Şirin Payzın'la Ne Oluyor?», яку вела Ширін Пайзин, і яка почала транслюватися на YouTube-каналі T24. 17 грудня 2018 року T24 представила свій щотижневий електронний огляд T24 Pazar, який публікується онлайн щонеділі.
У 2020 році Доган Акін, один із засновників сайту та головний редактор, був притягнутий до суду за звинуваченням у «Підтримці терористичної організації без приналежності до неї» через публікацію новин на основі твітів анонімного акаунта Twitter Фуат Авні, що призвело до низки арештів осіб, імовірно пов’язаних із FETÖ. Справа завершилася виправданням Акіна 2 липня 2020 року.
17 травня 2020 року T24 оголосила про прихід досвідченого журналіста, політика і письменника Алтан Оймен.

## Протиріччя
У червні 2013 року оглядач T24 Алпер Гьормуш, який раніше працював у Nokta, Taraf і Yeni Aktüel, звинуватив учасників протестів у парку Гезі у тому, що вони є «прихильниками державного перевороту» у своїй колонці в T24.
Головний редактор Доган Акін, колишній співробітник Doğan Media Group до приєднання до T24, у 2019 році був звинувачений оглядачем газети Yeni Akit Зекерією Саєм у конфлікті інтересів через нібито порушення нейтральності зв’язки з третіми сторонами та зловживання зв’язками для отримання фінансування газети.
Незважаючи на заяви про політичну нейтральність, T24 була позначена як ліво-ліберальне медіа Ніхатом Генчем.

## Зовнішні посилання
- Офіційний вебсайт
- T24 на YouTube